# Transports dans la Haute-Saône
Si la géographie a placé le département français de la Haute-Saône sur les axes de circulation naturels reliant l'Île-de-France à la trouée de Belfort et la vallée du Rhône à la Lorraine, la Haute-Saône est aujourd'hui relativement ignorée par les principales infrastructures de transport, qui préfèrent desservir des départements plus peuplés comme le Doubs (Besançon) ou la Côte-d'Or (Dijon). La Haute-Saône est ainsi l'un des seuls départements de France métropolitaine à n'être traversé par aucune autoroute, à n'être desservi par aucun train de grandes lignes et à ne posséder aucun aéroport.

## Transport routier

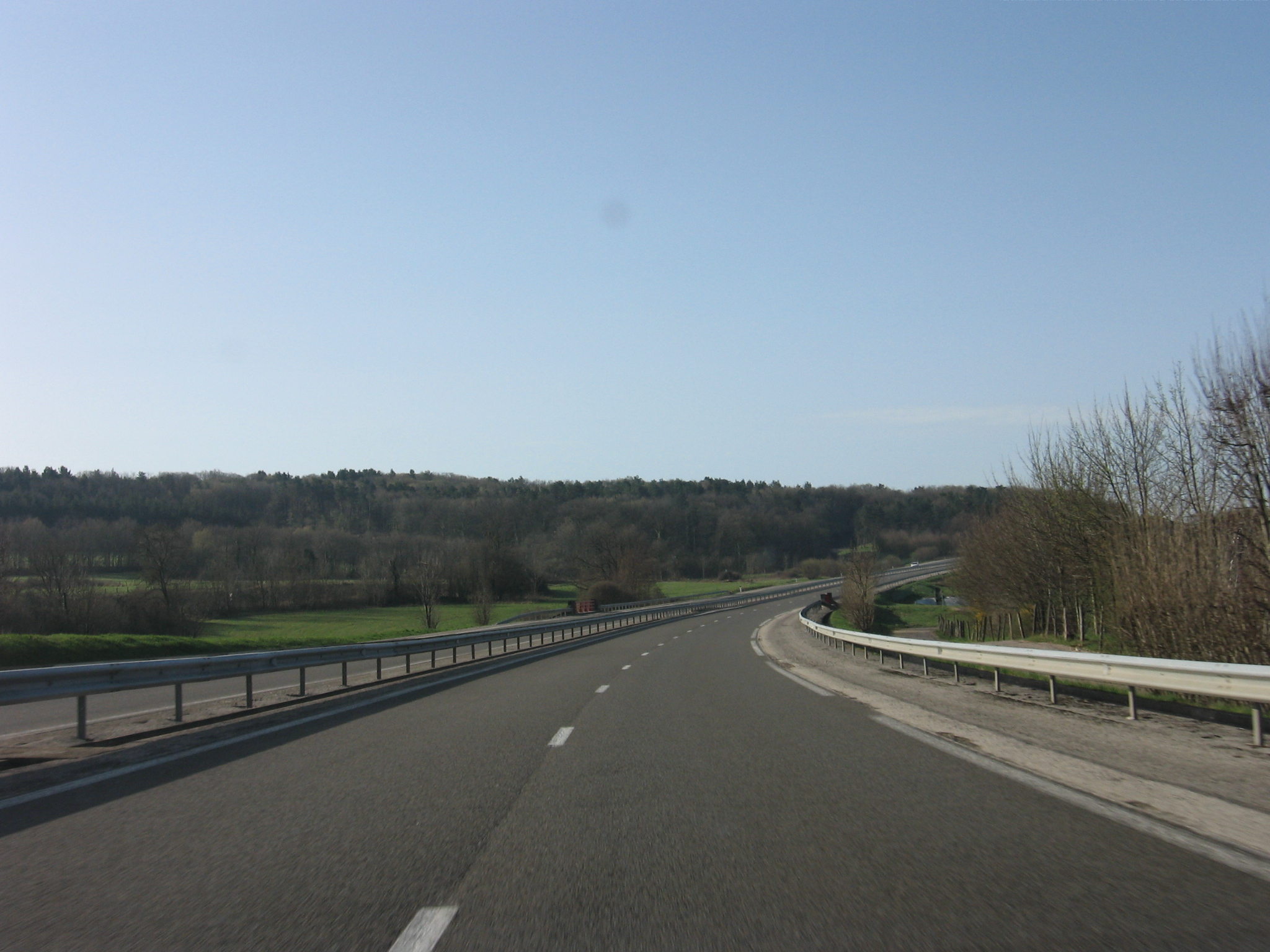
Une section à 2x2 voies de la route nationale 57 à Vesoul.

### Infrastructures routières
La Haute-Saône est, avec l'Ardèche et le Gers, l'un des trois seuls départements de France métropolitaine hors Bretagne et Corse à n'être parcouru par aucune autoroute. Les trois axes principaux du département, dont certaines sections sont aménagées en voie rapide à 2x2 voies, sont : 
- la route nationale 19, qui prolonge l'autoroute A5 vers Vesoul et Belfort et dont le doublement par une autoroute A319 est projeté à très long terme ;
- la route nationale 57, qui relie Nancy à Besançon par Luxeuil-les-Bains et Vesoul ;
- la route départementale 64 qui relie les deux premières entre Luxeuil-les-Bains et Lure.

### Transport collectif de voyageurs
La Haute-Saône est desservie par le réseau régional de transport routier Mobigo, qui compte une quinzaine de lignes régulières dans le département. L'une des principales est la ligne rapide reliant Vesoul à Besançon.

## Transport ferroviaire

### Historique

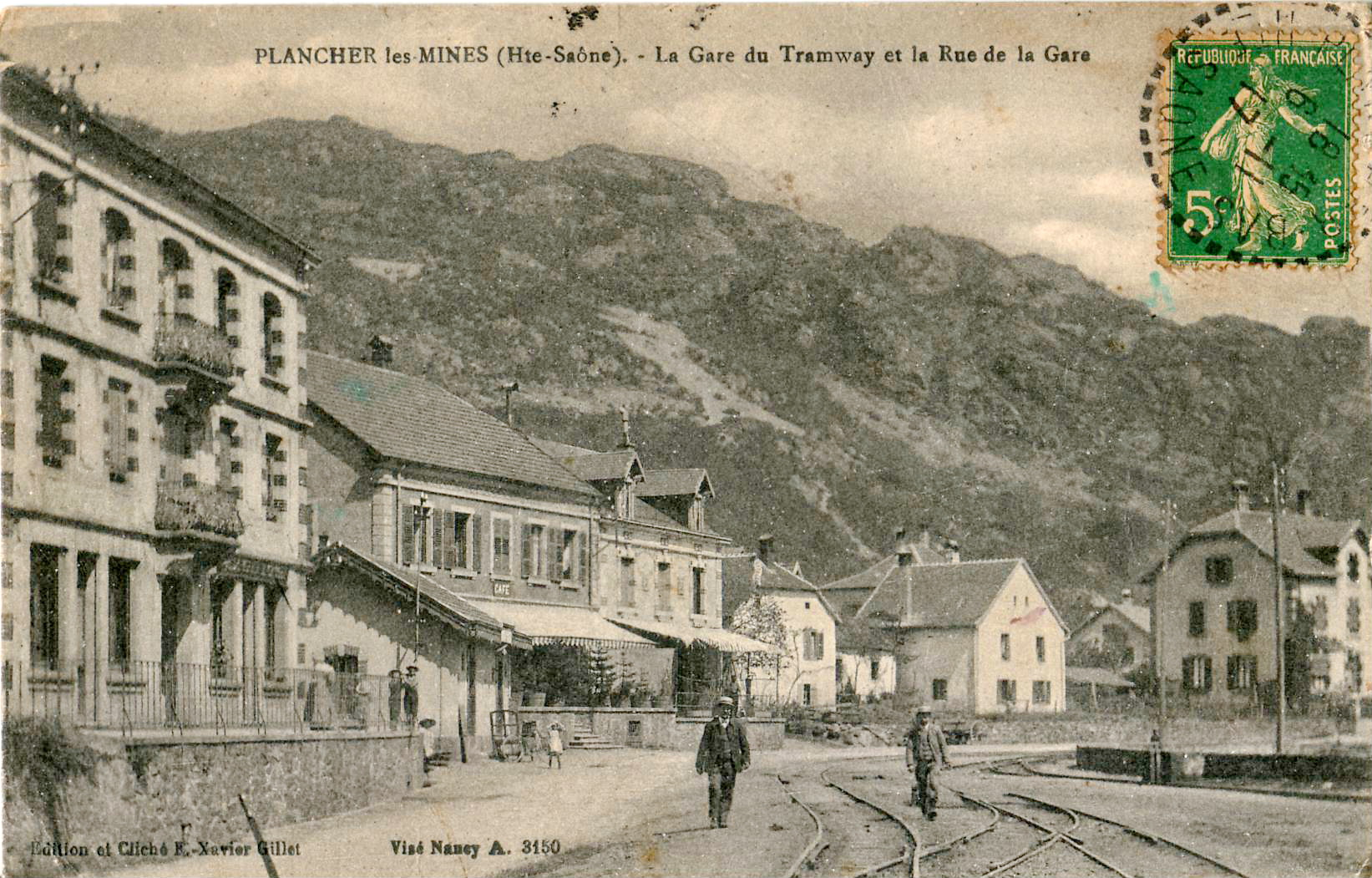
La gare de Plancher-les-Mines des Chemins de fer vicinaux de la Haute-Saône, avant 1917.

Le chemin de fer est apparu en 1858 dans la Haute-Saône, avec l'ouverture à quelques mois d'intervalle de la ligne de Paris-Est à Mulhouse-Ville entre Langres et Belfort via Vesoul, de la ligne de Culmont - Chalindrey à Gray et de la ligne de Dole-Ville à Belfort desservant Héricourt. Le réseau d’intérêt général a été développé par la Compagnie des chemins de fer de l'Est. À la fin du XIXe siècle, le chemin de fer d’intérêt général atteignait la plupart des villes et bourgs du département, dont Champagney, Champlitte, Fougerolles, Gray, Héricourt, Jussey, Lure, Luxeuil-les-Bains, Noidans-le-Ferroux, Port-sur-Saône, Saint-Loup-sur-Semouse, Vesoul et Villersexel.
La Haute-Saône a également été desservie à partir de 1878 par un réseau de chemins de fer d’intérêt local, à écartement métrique, exploité par la Compagnie du Chemin de fer de Gray à Gy puis par la Compagnie générale des Chemins de fer vicinaux sous le nom de Chemins de fer vicinaux de la Haute-Saône. Ce réseau se développa considérablement au début du XXe siècle, atteignant une longueur de 520 km dont 470 dans le département à la veille de la Première Guerre mondiale, avant d'être intégralement fermé en 1937-1938.
Hormis le court tronçon de la ligne de Dole-Ville à Belfort situé dans le département, au niveau de Héricourt, la Haute-Saône n'a pas bénéficié de la campagne d'électrification du réseau ferroviaire du nord-est de la France entamée dans les années 1960. Depuis 2011 et l'ouverture de la LGV Rhin-Rhône, le trafic rapide reliant Paris à Mulhouse et à la Suisse est dévié par Dijon et Besançon, se traduisant par une forme de déclassement de l'axe historique par Vesoul dont les trains sont devenus en 2018 de simples TER Grand Est.
|                                             |
| Le réseau ferroviaire à son apogée en 1930. |

|                                     |
| Le réseau ferroviaire de nos jours. |

|                                                    |
| Carte animée de l’évolution du réseau ferroviaire. |

### Situationactuelle[Quand?]

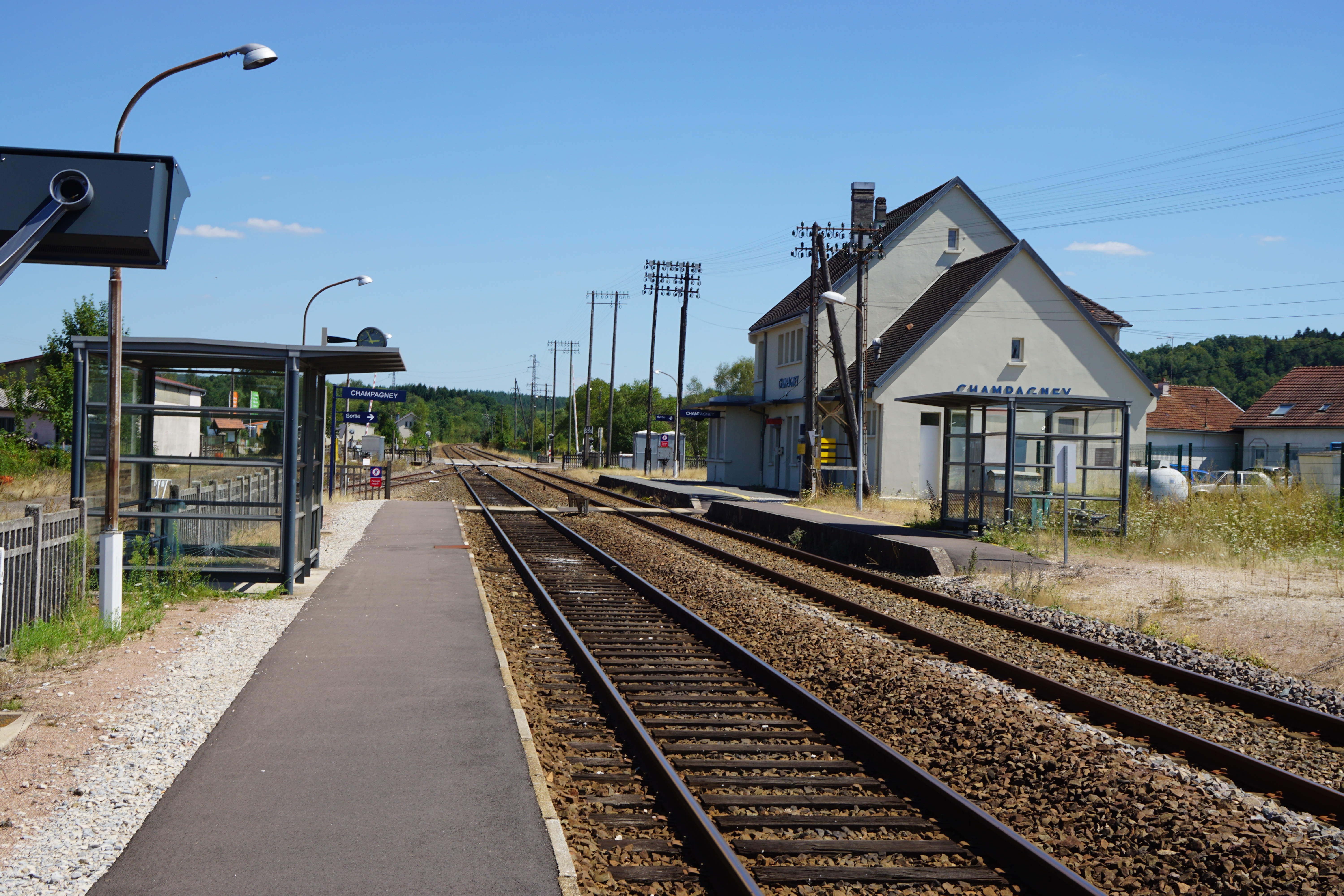
La gare de Champagney.

La fréquentation du transport ferroviaire est faible en Haute-Saône : les trois principales gares de voyageurs, Vesoul, Lure et Héricourt, ont une fréquentation annuelle entre 150 000 et 200 000 voyageurs seulement en 2019. Des gares ont fermé, et il n'existe plus aucune gare ouverte aux voyageurs sur plus de 70 km entre Culmont - Chalindrey et Vesoul.
Les deux seules lignes desservant encore des gares de voyageurs dans la Haute-Saône sont la ligne de Paris-Est à Mulhouse-Ville et la ligne de Blainville - Damelevières à Lure (Nancy-Belfort). Ces lignes sont parcourues par des trains TER Bourgogne-Franche-Comté (Mobigo) et TER Grand Est (TER Fluo). La LGV Rhin-Rhône traverse le département près de sa frontière avec le Doubs, mais ne dessert aucune gare en Haute-Saône.

## Transport fluvial
Le canal de l'Est (également appelé canal des Vosges dans sa partie sud) et la Saône canalisée forment une voie d'eau reliant la Lorraine et le Benelux à la vallée du Rhône. Au gabarit Freycinet (classe I), celle-ci est aujourd'hui principalement dédiée à la navigation de plaisance.

## Transport aérien
Le département ne comporte aucun aéroport ouvert au trafic commercial régulier. Deux aérodromes sont ouverts à l'aviation légère, Vesoul - Frotey et Gray - Saint-Adrien.

## Transports en commun urbains et périurbains

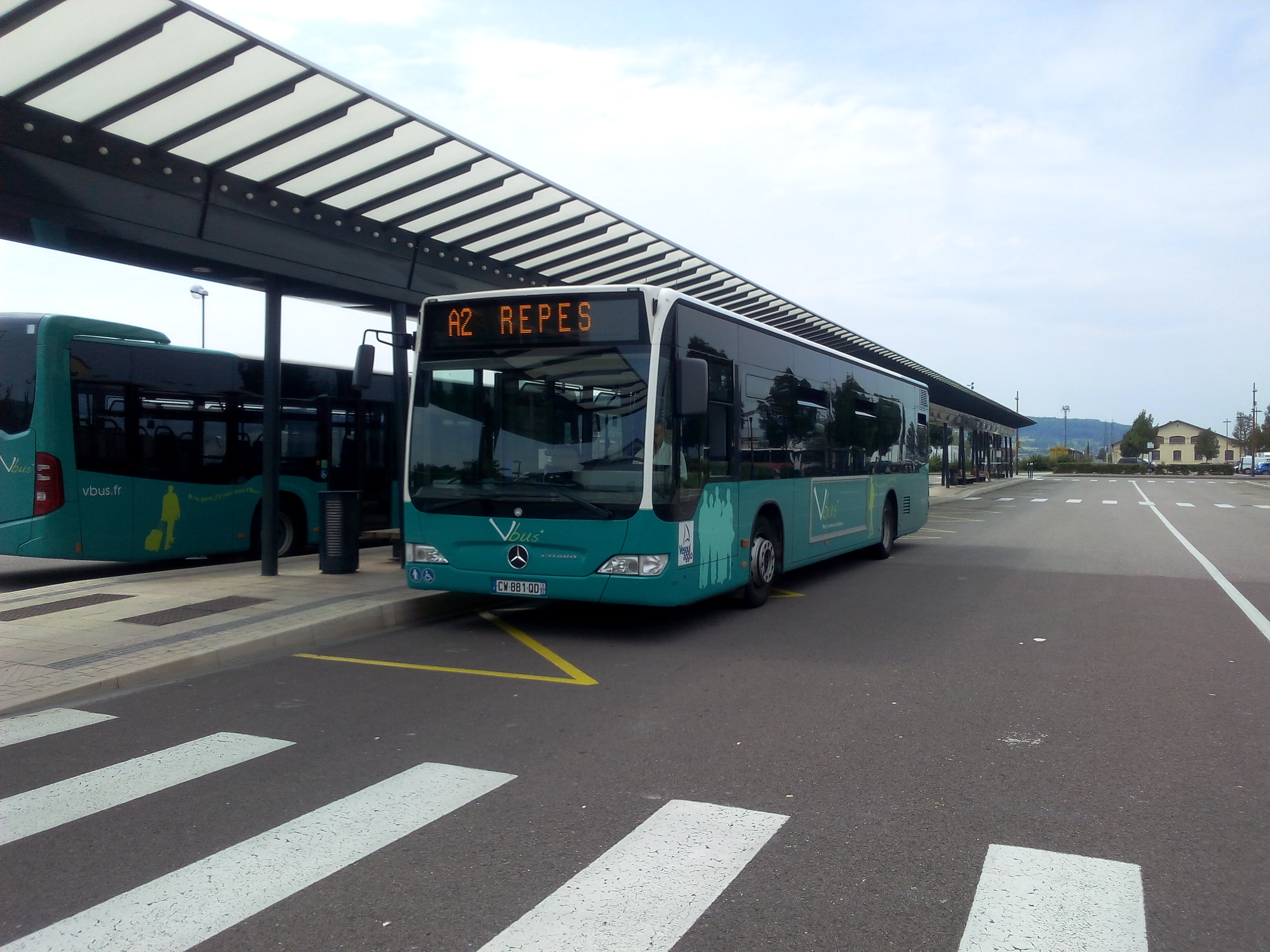
Le pôle d'échanges multimodal de Vesoul.

La communauté d'agglomération de Vesoul et la commune de Luxeuil-les-Bains sont autorités organisatrices de la mobilité sur leur territoire et organisent des services de transport dans leur ressort territorial.
Le réseau Vbus compte 10 lignes régulières desservant Vesoul et les communes voisines, ainsi que des services de transport à la demande et de transport des personnes à mobilité réduite.
Luxeuil le Bus est un service composé d'une seule ligne circulaire dans la commune de Luxeuil-les-Bains.

## Modes actifs
Le département est traversé par plusieurs voies vertes, véloroutes et sentiers de grande randonnée.